# Gabinet księcia Grafton

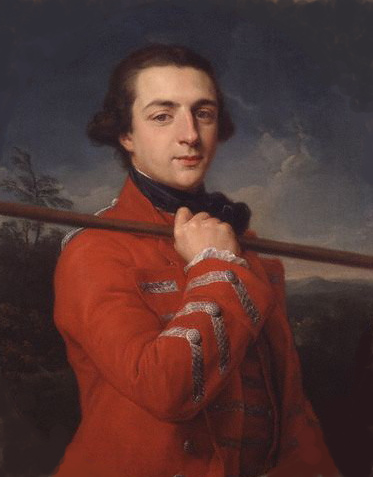
Książę Grafton, premier, pierwszy lord skarbu, przewodniczący Izby Lordów

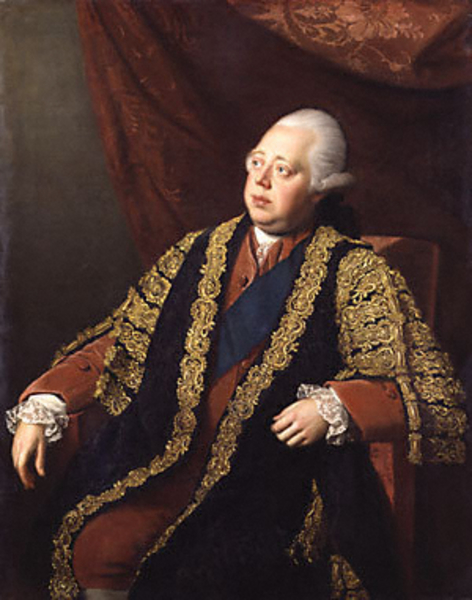
Lord North, kanclerz skarbu, przewodniczący Izby Gmin

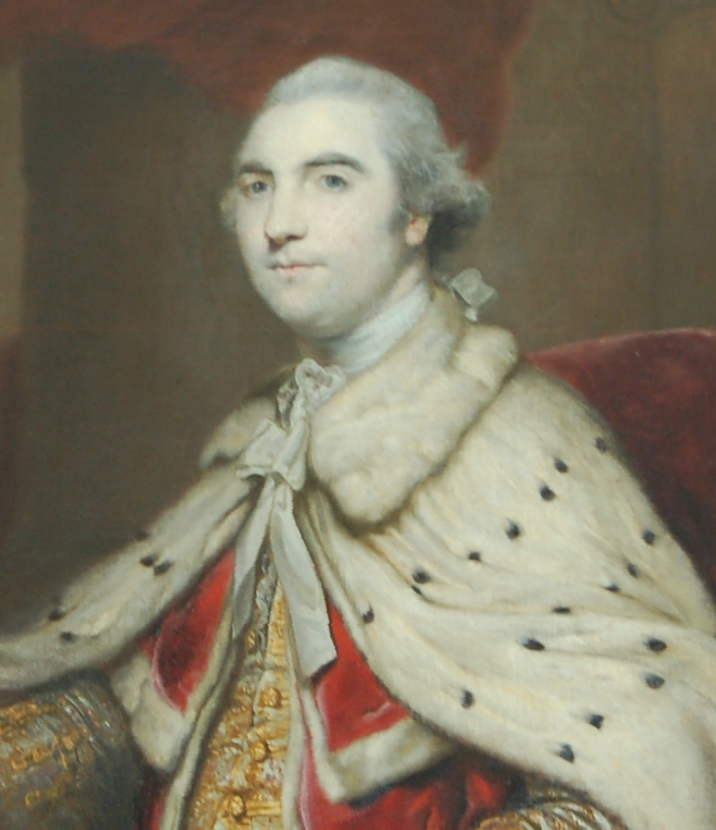
Hrabia Shelburne, minister południowego departamentu

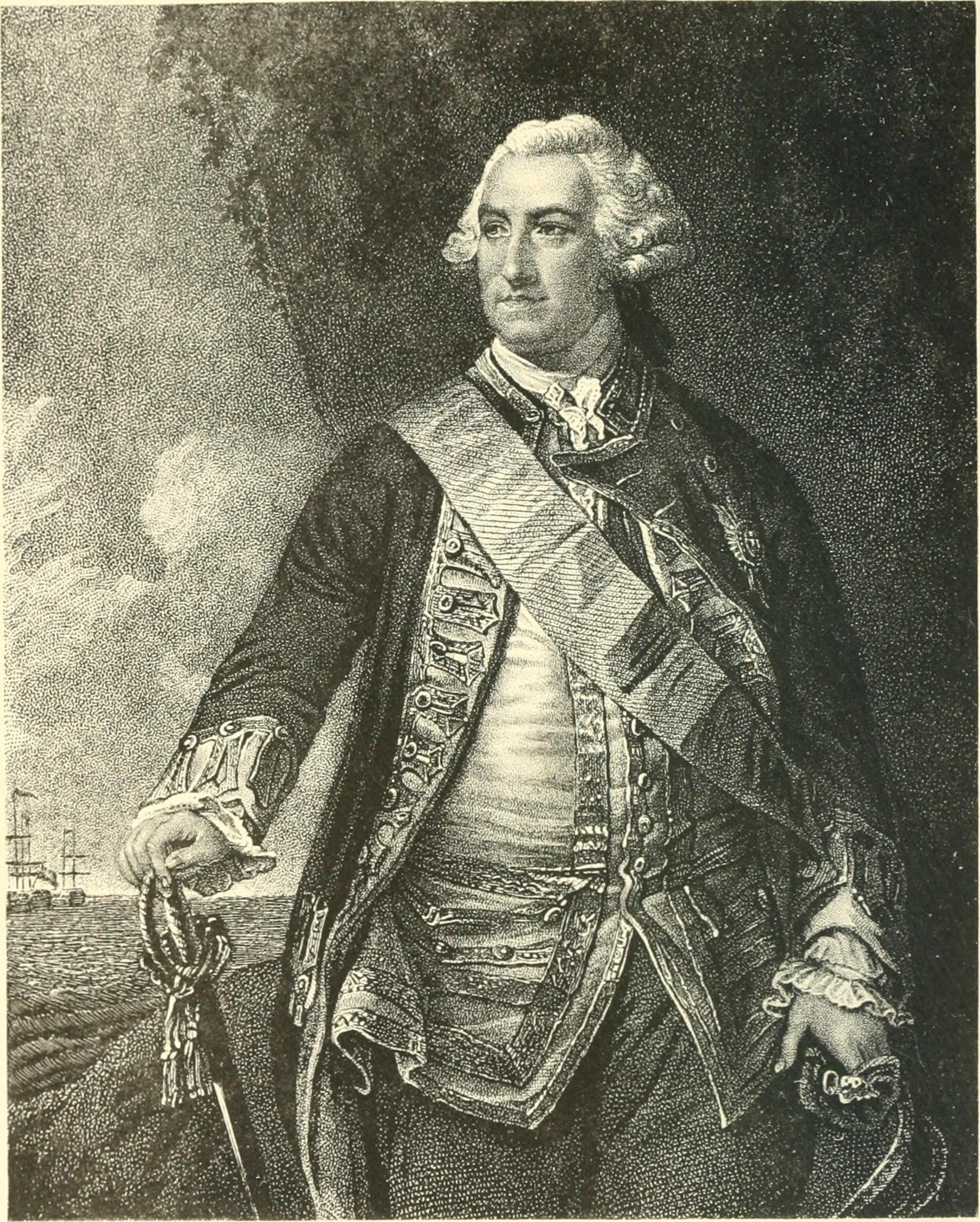
Edward Hawke, pierwszy lord Admiralicji

Rząd pod przewodnictwem Augustusa FitzRoya, 3. księcia Grafton, został powołany 14 października 1768 r. i podał się do dymisji 28 stycznia 1770 r.

## Skład gabinetu
| Urząd                                                   | Imię i nazwisko                                                                                             | Kadencja       |
| ------------------------------------------------------- | --- | -------------- |
| Premier Pierwszy lord skarbu Przewodniczący Izby Lordów | Augustus FitzRoy, 3. książę Grafton                                                                         | 1768–1770      |
|                                                         | |                |
| Lord kanclerz                                           | Charles Pratt, 1. baron Camden                                                                              | 1768–1770      |
| Lord przewodniczący Rady                                | Granville Leveson-Gower, 2. hrabia Gower                                                                    | 1768–1770      |
| Lord tajnej pieczęci                                    | George Hervey, 2. hrabia Bristol                                                                            | 1768–1770      |
| Kanclerz skarbu Przewodniczący Izby Gmin                | Frederick North, lord North                                                                                 | 1768–1770      |
| Minister północnego departamentu                        | Henry Seymour Conway Thomas Thynne, 3. wicehrabia Weymouth William Nassau de Zuylestein, 4. hrabia Rochford | 1768 1768–1770 |
| Minister południowego departamentu                      | William Petty, 2. hrabia Shelburne Thomas Thynne, 3. wicehrabia Weymouth                                    | 1768 1768–1770 |
| Minister ds. kolonii                                    | Wills Hill, 1. hrabia Hillsborough                                                                          | 1768–1770      |
| Generał artylerii                                       | John Manners, markiz Granby                                                                                 | 1768–1770      |
| Pierwszy lord Admiralicji                               | Edward Hawke                                                                                                | 1768–1770      |